# Vahe Hihifo
Vahe Hihifo (Distrito de Hihifo en tongano) es un distrito de la división administrativa de Vava'u, en Tonga. Su capital es Longomapu. Limita al Norte con Leimatu'a, al Sur con Motu, al Este con Neiafu y al Oeste el Océano Pacífico. Tiene una población de 1.994 habitantes en 2021. 